# 長島良三
長島 良三（ながしま りょうぞう、1936年9月16日 - 2013年10月14日）は、日本の編集者・翻訳家。フランス文学の翻訳を専門とする。
アンドレ・モーロワ、ボリス・ヴィアン、ジョルジュ・シムノン（「メグレシリーズ」）、モーリス・ルブラン（「ルパン・シリーズ」）などの翻訳で知られる。別名、北村良三（きたむら りょうぞう）。少年文芸作家クラブ会員。
編集者時代は、「ミステリマガジン」「SFマガジン」両誌の編集長を務めた。また、バベル翻訳学院講師も務めた。

## 生涯
東京府に生まれる。明治大学文学部仏文科卒。大学を修了後、早川書房に入社。1973年から1975年までは「ブラック・ユーモア選集」などを企画した。のち、1973年から1975年には「ミステリマガジン」の編集長、1974年から1975年には「SFマガジン」の編集長も兼務（いずれも前編集長の退社による）。1975年に早川書房を退社して、翻訳専業になる。
初期（1960年代 - 1970年代中盤）には「北村良三」名義を使用した。これは、早川書房が建前として、「社員の、翻訳などの『本来の業務以外』の活動は禁止」していたためである（実際は、多くの社員が内緒で、翻訳を行っていた）。この名義での翻訳にジョルジュ・シムノン「G-7 タクシーの中の男」（所収：『名探偵登場6』早川書房、1963年）、ボアロー＝ナルスジャック『青列車は停まる』（早川書房、1968年）、アンドレ・モーロワ『読心機』（早川書房、1969年）、「フロラ・トリスタンの生涯」（所収：『ノンフィクション全集17』筑摩書房、1974年）などがある。
1975年（もしくは1976年）からは「長島良三」の名義を使う。以降、継続的に翻訳業を続け、訳書（小説が主体で、ノンフィクションの翻訳は数点に留まる）の合計は100を超える。ボリス・ヴィアンのハードボイルド群、河出書房新社版「メグレ・シリーズ」のうち十数冊、偕成社「アルセーヌ＝ルパン全集」全28冊のうち9冊を翻訳するなど、フランスのミステリー作品・娯楽作品を多く手がける。文学的なものとしてはアンドレ・モーロワ『女の愛について』が挙げられる。
著書は、「メグレ・シリーズ」に関するものが数点と、小説が1編ある。
2013年10月14日、虚血性心不全により東京都内の自邸にて死去。77歳歿。

## 著書

### 創作
- 『ドラフト連続殺人事件』（リヨン社） 1985

### 評論・伝記など
- 『メグレ警視』（読売新聞社、Yomi book） 1978
- 『メグレ警視 - 名探偵読本』（編、パシフィカ） 1978
- 『メグレ警視のパリ - フランス推理小説ガイド』（読売新聞社） 1984
- 『世界のすべての女を愛している - ジョルジュ・シムノンと青春のパリ』（白亜書房） 2003

## 訳書
- 『青列車は13回停る』（ボアロー,ナルスジャック、北村良三名義訳、早川書房、世界ミステリシリーズ） 1968
- 『贋作展覧会』（トーマ・ナルスジャック、稲葉明雄,北村良三名義共訳、早川書房、世界ミステリシリーズ）  1969
- 『読心機』（アンドレ・モーロワ、北村良三名義訳、早川書房、ハヤカワ・SF・シリーズ) 1969、のち講談社文庫 1980
- 『狼男の怪』（ガイ・エンドア原作、北村良三名義訳、武部本一郎絵、朝日ソノラマ、少年少女世界恐怖小説10） 1973
- 『80日間世界一周』（ジュール・ヴェルヌ原作、北村良三名義訳、中村英夫絵、朝日ソノラマ、少年少女世界冒険小説10） 1974
- 『幽霊』（アガサ・クリスティ他原作、北村良三名義訳、杉村篤え、朝日ソノラマ、少年少女怪奇の世界5） 1975
- 『エマニエル夫人』（エマニエル・アルサン、二見書房、サラ・ブックス)  1975
- 『エマニエルの子供たち』（エマニエル・アルサン、二見書房、サラ・ブックス)  1975
- 『反処女エマニエル夫人』（エマニエル・アルサン、二見書房、サラ・ブックス)   1975
- 『女の愛について』（アンドレ・モーロワ、読売新聞社） 1975
- 『恋する女たち』（アンドレ・モーロア、読売新聞社） 1976
- 『O嬢の物語』（ポーリーヌ・レアージュ、二見書房、サラ・ブックス)  1976
- 『愛しのジュリエッタ』（ルイーズ・ド・ヴィルモラン、文化出版局） 1976
- 『冷たい壁』（イヴェット・M・ロワゾー、角川文庫） 1976
- 『ある愛の物語』（ルイーズ・ド・ヴィルモラン、文化出版局） 1977
- 『眠れローランス』（ディディエ・ドウコワン、角川文庫） 1977
- 『愛よ、ニューヨークよ』（ディディエ・ドゥコワン、読売新聞社） 1981
- 『バカンスは死の匂い』（モニック・マディエ、角川書店） 1981
- 『正・続O嬢の物語』（ポーリーヌ・レアージュ、二見書房、サラ・ブックス） 1981
- 『人類創世』（J・H・ロニー・エネ、角川書店、カドカワノベルズ)  1982
- 『裏切られたノストラダムス』（エリザベート・ベルクール、リヨン社） 1982
- 『ワトスン夫人とホームズの華麗な冒険』（ジャン・デュトゥール、講談社） 1982
- 『寂しすぎるレディ』（ドミニック・ルーレ、早川書房） 1983
- 『女テロリストを殺せ』（ギイ・テセール、文春文庫） 1983
- 『マドモアゼル・ムーシュの殺人』（ドムーゾン 講談社文庫 1983
- 『鉄仮面』（ボアゴベイ、講談社） 1984、のち文芸文庫
- 『ミラボー橋に消えた男 パリ・ミステリーガイド』（レオ・マレ、中公文庫） 1984
- 『殺意の運河サンマルタン パリ・ミステリーガイド』（レオ・マレ、中公文庫） 1984
- 『ソロモン王の苦悩』（エミール・アジャール、河出書房新社） 1984
- 『マンハッタンの二つの愛』（ディディエ・ドゥコワン、角川文庫） 1985
- 『レジスタンス三銃士』（ヴォルドマール・レスティエンヌ、TBS出版会） 1985
- 『男爵夫人は朝五時にご帰館』（ナディーヌ・ロスチャイルド、竹井出版） 1985
- 『真夜中の汽笛』（J・F・コアトムール、角川文庫） 1986
- 『引き裂かれた夜』（J・F・コアトムール、角川文庫） 1987
- 『ハンナ 炎のように』（ポール=ルー・シュリッツェル、竹井出版） 1988
- 『雨を逃げる女』（クリストフェール・ディアブル、角川文庫） 1988
- 『オペラ座の怪人』（ガストン・ルルー、偕成社） 1988、のち角川文庫
- 『フランス怪奇小説集』（偕成社文庫） 1988
- 『七日目の終り』（フレデリック・ルパージュ、文春文庫） 1988
- 『太陽の下、三死体』（ジャック・サドゥール、新潮文庫） 1988
- 『血塗られた夜』（J・F・コアトムール、角川文庫） 1989
- 『絞殺魔の森』（ローランス・オリオール、角川文庫） 1990
- 『留学生』（フイリップ・ラブロ、新潮社） 1991
- 『ベイビー・ブルース』（パスカル・バセ=シェルコ、新潮文庫） 1991
- 『インドシナ』（クリスチャン・ド・モンテラ、二見書房） 1992
- 『TGV(フランス新幹線)殺人事件 』（アラン・フォージャ、光文社文庫） 1992
- 『禁断のクローン人間』（ジャン=ミッシェル・トリュオン、新潮文庫） 1993
- 『野性の夜に』（シリル・コラール、二見書房） 1993
- 『リリの娘たちの愛と嘘』（フランソワーズ・ドラン、新潮文庫） 1994
- 『やがて死すべき愛について』（シリル・コラール、角川書店） 1994
- 『鮮血の音符』（フランソワ・ジョリ、角川文庫） 1996
- 『星の王子さまを探して』（ポール・ウェブスター、角川文庫） 1996
- 『恐怖病棟』（ジャン=フランソワ・ルメール、読売新聞社） 1997
- 『涙、渇くまで』（カリズ・ベヤーラ、角川文庫） 1997
- 『黄色い部屋の謎』（ガストン・ルルー、集英社文庫） 1998
- 『真夜中の犬』（セルジュ・ブリュソロ、角川文庫） 1998
- 『グリシーヌ病院の惨劇』（ジャック・バルダン、読売新聞社） 1998
- 『壁抜け男』（マルセル・エイメ、角川文庫） 2000
- 『臨死 - ラ・トラヴェルセ』（フィリップ・ラブロ、河出書房新社） 2001
- 『スイス銀行の陰謀』（ダニエル・ジュフュレ、中公文庫） 2001
- 『エロイーズとアベラール 三つの愛の物語』（アントワーヌ・オドゥアール、角川書店） 2003
- 『消えた小麦』（エリック・ローラン、小学館、セス・コルトンシリーズ1） 2003、のち文庫
- 『深海の大河』（エリック・ローラン、小学館、セス・コルトンシリーズ2） 2004、のち文庫
- 『黒衣の下の欲望』（マルト・ブロー、堀内一郎共訳、河出書房新社） 2004
- 『サクリファイス』（フローランス・デュガ、河出書房新社） 2004
- 『欲望の旅路』（フランソワーズ・サンペール、河出書房新社） 2005
- 『ある娼婦の秘密の生涯』（マリー・テレーズ、河出書房新社） 2005
- 『私をたたいて!』（メラニー・ムレール、河出書房新社） 2006
- 『マリリン・モンローの最期を知る男』（ミシェル・シュネデール、河出書房新社） 2008

### モーリス・ルブラン
- 『ルパンの告白』（ルブラン、北村良三名義訳、金森達絵、集英社、怪盗ルパン2） 1973
- 『強盗紳士』（ルブラン、北村良三名義訳、金森達絵、集英社、怪盗ルパン9） 1974
- 『水晶の栓』（モーリス・ルブラン、角川文庫） 1976
- 『ルパンの冒険』（モーリス・ルブラン、角川文庫） 1979
- 『八点鐘』（モーリス=ルブラン、偕成社、アルセーヌ=ルパン全集14） 1981
- 『奇岩城』（ルブラン、偕成社、アルセーヌ=ルパン全集4） 1982、のち文庫
- 『謎の家』（ルブラン、偕成社、アルセーヌ=ルパン全集18） 1983
- 『赤い数珠』（ルブラン、偕成社、アルセーヌ=ルパン全集23） 1983
- 『カリオストロの復讐』（ルブラン、偕成社、アルセーヌ=ルパン全集24） 1983、のち文庫
- 『女探偵ドロテ』（ルブラン、偕成社、アルセーヌ=ルパン全集別巻1） 1986
- 『三つの眼』（ルブラン、偕成社、アルセーヌ＝ルパン全集別巻3） 1987
- 『緑の目の令嬢』（ルブラン、偕成社、アルセーヌ・ルパン） 1994
- 『813・ルパンの二重生活』（ルブラン、偕成社） 1994
- 『続813・ルパンの三つの犯罪』（ルブラン、偕成社） 1994
- 「アルセーヌ・ルパン名作集」（岩崎書店）
  - 『アルセーヌ・ルパンの逮捕』 1997
  - 『獄中のアルセーヌ・ルパン』 1997
  - 『アルセーヌ・ルパンの脱走』 1997
  - 『アルセーヌ・ルパンの結婚』 1997
  - 『おそかりしシャーロック・ホームズ』 1998
  - 『ハートの7』 1998
  - 『うろつく死神』（坂口尚子共訳） 1998
  - 『白鳥の首のエディス』（小高美保共訳） 1998
  - 『アルセーヌ・ルパンの帰還』 1998

### ジョルジュ・シムノン
- 『メグレと若い女の死』（ジョルジュ・シムノン、北村良三名義訳、早川書房、世界ミステリシリーズ）  1972
- 『メグレ警部とギャング』（ジョルジュ・シムノン、白木茂等編、北村良三名義訳、津田櫓冬え、岩崎書店、世界の名探偵物語3） 1974
- 『メグレと殺人者たち』（ジョルジュ・シムノン、河出書房新社、メグレ警視シリーズ） 1976、のち文庫
- 『メグレと口の固い証人たち』（シムノン、河出書房新社） 1976、のち文庫
- 『メグレ氏ニューヨークへ行く』（シムノン、河出書房新社） 1977、のち文庫
- 『メグレと首無し死体』（シムノン、河出書房新社） 1977、のち文庫
- 『メグレと政府高官』（シムノン、河出書房新社） 1977
- 『メグレと宝石泥棒』（シムノン、河出書房新社、メグレ警視シリーズ） 1978
- 『メグレの打明け話』（シムノン、河出書房新社、メグレ警視シリーズ） 1978
- 『メグレ夫人の恋人』（シムノン、角川文庫） 1978
- 『メグレと老婦人の謎』（シムノン、河出書房新社） 1978、のち文庫
- 『メグレ最後の事件』（シムノン、河出書房新社、メグレ警視シリーズ） 1978
- 『メグレ警視のクリスマス』（シムノン、講談社文庫） 1978
- 『メグレと老外交官の死』（シムノン、河出書房新社、メグレ警視シリーズ） 1980
- 『メグレと深夜の十字路』（シムノン、河出書房新社、メグレ警視シリーズ） 1980
- 『メグレ警視と生死不明の男』（シムノン、講談社文庫） 1981
- 『メグレの退職旅行』（シムノン、角川文庫） 1981
- 『メグレ警視の事件簿』（シムノン、偕成社文庫） 1986
- 『メグレと死体刑事』（シムノン、読売新聞社） 1986
- 『メグレ激怒する』（シムノン、河出文庫） 1988
- 『ベティー』（シムノン、読売新聞社） 1992
- 『家の中の見知らぬ者たち 』（シムノン、読売新聞社） 1993
- 『ドーヴィルの花売り娘』（シムノン、読売新聞社、名探偵エミールの冒険1） 1998
- 『老婦人クラブ』（シムノン、読売新聞社、名探偵エミールの冒険2） 1998
- 『丸裸の男』（シムノン、読売新聞社、名探偵エミールの冒険3） 1998
- 『O探偵事務所の恐喝』（シムノン、読売新聞社、名探偵エミールの冒険4） 1998
- 『ちびの聖者』（シムノン、河出書房新社、シムノン本格小説選） 2008
- 『闇のオディッセー』（シムノン、河出書房新社、シムノン本格小説選） 2008

### ボリス・ヴィアン
- 『死の色はみな同じ』（ボリス・ヴィアン、早川書房、ボリス・ヴィアン全集11） 1978
- 『人狼』（ボリス・ヴィアン、早川書房、ボリス・ヴィアン全集7） 1979
- 『醜いやつらは皆殺し』（ボリス・ヴィアン、早川書房、ボリス・ヴィアン全集12） 1980
- 『彼女たちには判らない』（ボリス・ヴィアン、早川書房、ボリス・ヴィアン全集13） 1981

### フレデリック・ダール
- 『甦える旋律』（フレデリック・ダール、文春文庫） 1980
- 『生きていたおまえ…』（フレデリック・ダール、文春文庫） 1980
- 『並木通りの男』（フレデリック・ダール、読売新聞社、フランス長編ミステリー傑作集） 1986
- 『恐怖工作班』（フレデリック・ダール、河出文庫） 1988

### 「名画の秘密をさぐる」
- 「名画の秘密をさぐる」（岩崎書店）
『ピカソ 立体派の巨匠』（ヴェロニク・アントワーヌ） 1993
『ファン・ゴッホ 火の玉の太陽にこがれて』（ジャクリーヌ・ルメイ） 1993
『マチス 線と形の画家』（ヨランド・バイエ） 1993
『ルソー 夢のなかの旅』（ディディエ・グロスジャン,クロディーヌ・ロラン） 1993
『レオナルド・ダ・ヴィンチ 鳥に話しかけた画家』（イヴ・パンギーリ） 1993
『印象派 きたえられた眼』（ヨランド・バイエ） 1997
『ドガ 瞬間を描いた画家』（ジャクリーヌ・ルメイ） 1997
『ミロ 大地と空』（クレール・エレーヌ・ブランケ） 1997
『ロベールとソニア・ドロネー 色は四本の手をもつ』（イヴ・パンギーリ） 1997

### コナン・ドイル
- 『アルミニウムの杖 シャーロック・ホームズ』（コナン・ドイル、偕成社） 1994
- 『バスカビル家の犬 シャーロック・ホームズ』（コナン・ドイル、偕成社） 1994
- 『赤いひる シャーロック・ホームズ』（コナン・ドイル、偕成社） 1994
- 『切り裂きジャック シャーロック・ホームズ』（コナン・ドイル、偕成社） 1995